# Maya Ying Lin

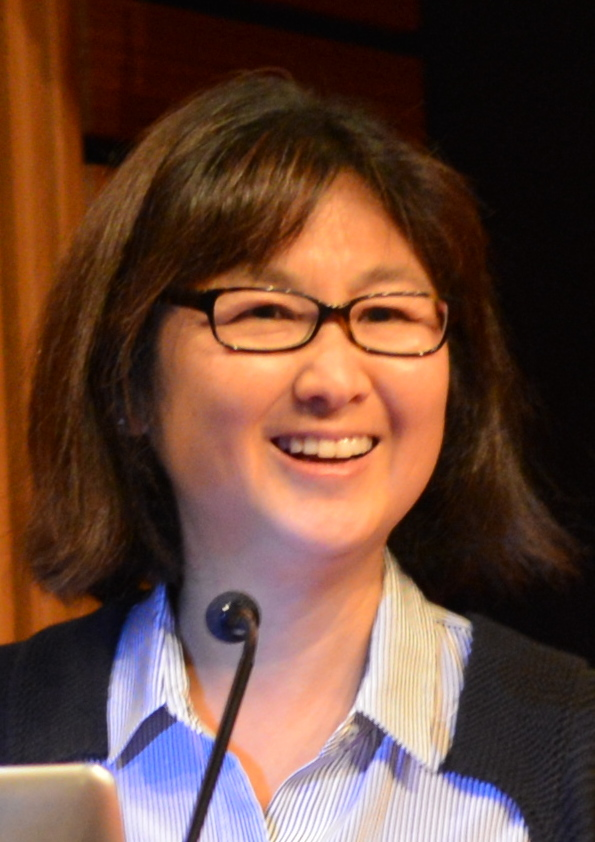
Maya Ying Lin (2014)

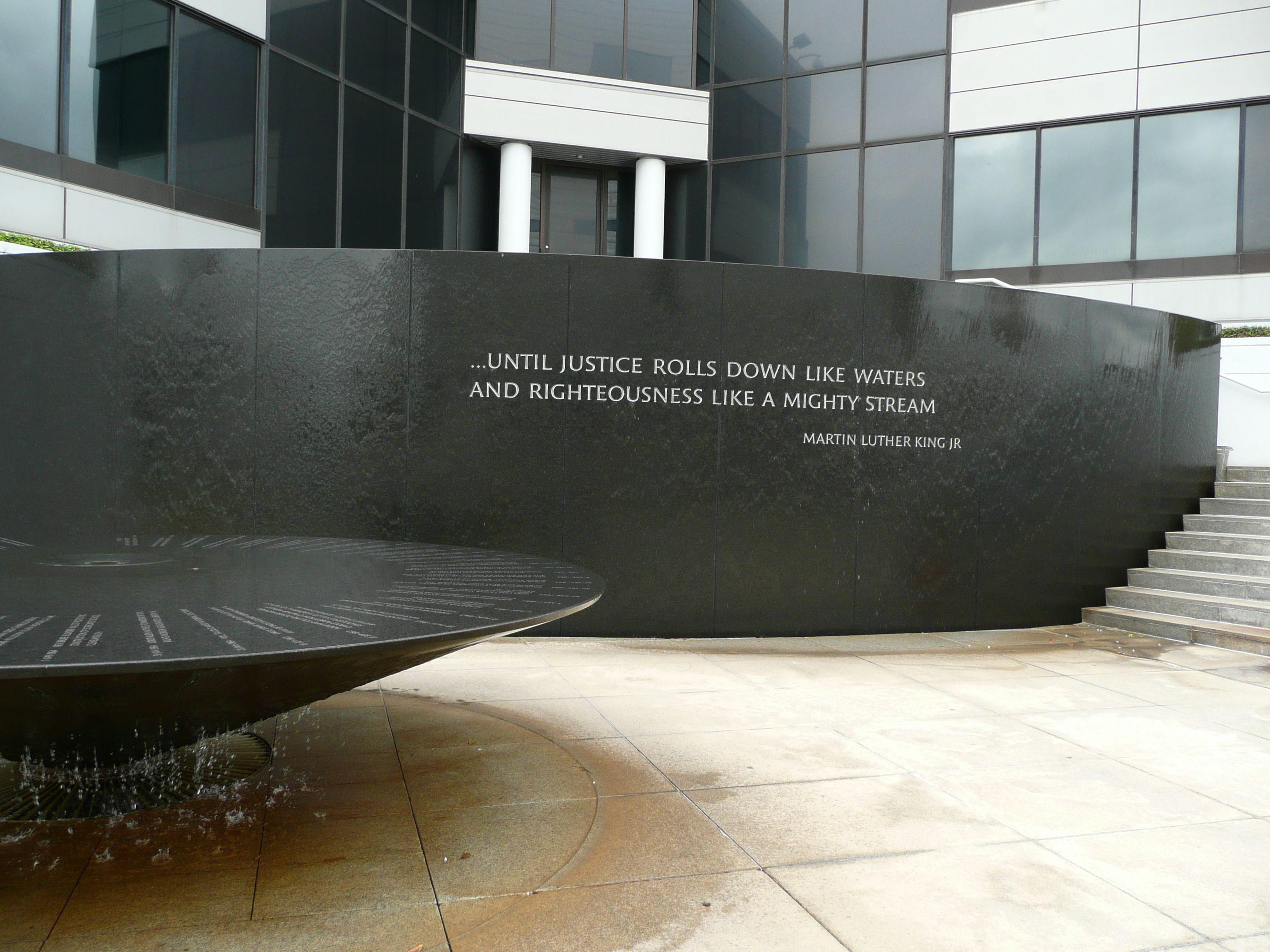
Detailansicht des Civil Rights Memorial in Montgomery

Maya Ying Lin (林瓔, Pinyin: Lín Yīng; * 5. Oktober 1959 in Athens/Ohio) ist eine US-amerikanische Künstlerin chinesischer Abstammung. Ihre bekannteste Arbeit ist das Vietnam Veterans Memorial in Washington, D.C.

## Leben
Die Tochter des Dekans für bildende Künste der Ohio University und einer Literaturprofessorin, Julia Chang Lin, studierte in Yale. Im Alter von 21 Jahren gewann sie noch als Studentin den Wettbewerb zur Gestaltung der Vietnamgedenkstätte Vietnam Veterans Memorial, die am 13. November 1982 der Öffentlichkeit übergeben wurde. 1994 wurde Maya Ying Lin in New York zum Mitglied (NA) der National Academy of Design gewählt.
Zu den weiteren Arbeiten Líns gehört das Civil Rights Memorial in Montgomery (Alabama, 1989). Sie gehörte auch dem Komitee an, das die Gedenkstätte zu den Anschlägen des 11. September in New York auswählte.
2005 wählte man sie in die American Academy of Arts and Sciences und in die American Academy of Arts and Letters. Im Jahr 2009 wurde sie durch den US-Präsidenten Barack Obama mit der National Medal of Arts geehrt. 2016 erhielt sie die Presidential Medal of Freedom.

## Dokumentarfilm
Im 1994 veröffentlichten Dokumentarfilm Maya Lin: A Strong Clear Vision dokumentierte Freida Lee Mock den Werdegang der Künstlerin ab 1982 über einen Zeitraum von 14 Jahren. Für diesen Film erhielten Freida Lee Mock und Terry Sanders bei der Oscarverleihung 1995 jeweils einen Oscar in der Kategorie Bester Dokumentarfilm.